# Neopteroplax
Neopteroplax is een geslacht van uitgestorven eogyrinide Embolomeri dat nauw verwant is aan Europese geslachten als Eogyrinus en Pteroplax. Leden van dit geslacht behoorden tot de grootste embolomeren (en tetrapoden uit het Carboon in het algemeen) in Noord-Amerika. Neopteroplax is vooral bekend van een grote (veertig centimeter) schedel gevonden in Ohio, hoewel fragmentarische embolomere fossielen uit Texas en New Mexico ook voorlopig naar het geslacht zijn verwezen. Ondanks zijn overeenkomsten met specifieke Europese embolomeren, kan het van hen worden onderscheiden vanwege een klein aantal schedel- en kaakkenmerken, met name een onderste surangular aan het bovenste achterste gedeelte van de onderkaak.

## Ontdekking
De typesoort Neopteroplax conemaughensis is bekend van een grote schedel, holotype USNM 20636, gevonden in schalie uit het Laat-Carboon tijdens spoorwegrenovaties in Bloomingdale (Ohio). Hoewel beschadigd door graafmachines, kon het grootste deel van de linkerkant van de schedel worden gereconstrueerd op basis van overgebleven fragmenten. De enige andere fossielen van Neopteroplax die op deze plek zijn teruggevonden, waren enkele rib- en wervelfragmenten. De vindplaats was geologisch iets jonger dan de beroemde Carboonafzettingen van de nabijgelegen Linton-diamantkolenmijn. Andere fossielen die in de buurt van de Neopteroplax-schedel zijn gevonden, zijn fragmenten van zeilstekels van Edaphosaurus en verschillende kleine amfibieën (waaronder een Platyhystrix-achtige vorm), evenals tanden van vroege chondrichthyide vissen zoals Cladodus, petalodonten en cochliodonten. De schedel werd beschreven, gereconstrueerd en benoemd in 1963 door Alfred Sherwood Romer, als onderdeel van een onderzoek naar verschillende nieuwe embolomere fossielen uit het Carboon van oostelijk Noord-Amerika. Onder verwijzing naar overeenkomsten met bepaalde Europese embolomeren (vaak toegewezen aan de geslachten Pteroplax of Eogyrinus), benoemde hij de schedel als Neopteroplax conemaughensis, verwijzend naar zowel Pteroplax als de geologische formatie waarin de schedel werd gevonden (de Conemaugh-reeks van Ohio).
Kaakfragmenten en wervels, holotype MCZ 2353, vergelijkbaar met die van Neopteroplax conemaughensis zijn ook teruggevonden in de Thriftyformatie van Texas, die dicht bij de grens tussen het Carboon en het Perm ligt. Deze Texaanse overblijfselen werden in 1963 toegewezen aan de tweede soort Neopteroplax relictus. Deze twee soorten worden voornamelijk onderscheiden door hun geografische en tijdelijke isolatie. Grote embolomere wervels en kaken van de Wild Cowformatie van New Mexico zijn ook voorlopig toegewezen aan Neopteroplax door Lucas et al. (1999). Sommige bronnen, zoals Marjanovic & Laurin (2019), hebben de geldigheid van de verwijzing van deze westerse overblijfselen naar het geslacht in twijfel getrokken.

## Beschrijving
De vergrote wanggebieden meegerekend, was de schedel 39,5 centimeter lang. De snuit was matig lang en de schedel als geheel was hoog, hoewel door pletten deze hoogte werd verminderd en de wangen zijn uitgespreid, waardoor het fossiel breder is dan het zou zijn geweest wanneer het leefde. De algehele vorm en textuur was vergelijkbaar met die van de meeste andere embolomeren, hoewel er geen spoor van laterale lijnkanalen is. Beennaden tussen schedelbotten zijn moeilijk met zekerheid te interpreteren, maar wanneer ze zichtbaar zijn, is hun rangschikking en structuur vergelijkbaar met die van andere embolomeren (met name Engelse exemplaren die gewoonlijk worden aangeduid als Pteroplax of Eogyrinus). Het traanbeen is bijvoorbeeld uitgesloten van de voorrand van de oogkas vanwege een neerwaartse tak van het prefrontale bot, en het brede squamosale bot is slechts zwak bevestigd aan schedelbotten erboven. De oogkassen waren ruwweg cirkelvormig, in tegenstelling tot een goed bewaard gebleven embolomere schedel van Newsham (oorspronkelijk aangeduid als Anthracosaurus en nu beschouwd als het lectotype van Eogyrinus), die meer driehoekige oogkassen heeft vanwege de vorm van het jukbeen, dat de onderrand vormt van de oogkas. Aan de andere kant lijkt het jukbeen van Neopteroplax verder op die van de Newsham-schedel omdat hij ver genoeg naar beneden reikt dat hij zich onder de rand van de mond wikkelt. De premaxilla (aan het voorste uiteinde van de snuit) had drie tanden, de eerste twee vrij groot en de laatste veel kleiner. Het volgende bovenkaaksbeen had ongeveer veertig tanden, die over het algemeen klein waren, behalve een hoektand-gebied van vier of vijf grotere tanden nabij het voorste deel van het bot. Alle tanden zijn op zijn best alleen als gebroken stomp bewaard gebleven, dus specifieke informatie over hun vorm is niet te verkrijgen.
Het voorste deel van het verhemelte heeft grote, elliptische choanae (interne neusgaten) gescheiden door smalle, tandeloze ploegschaarbeenderen. Het grootste deel van het verhemelte werd gevormd door de plaatachtige pterygoïde botten, die bedekt waren met kleine tandjes. De buitenrand van elke pterygoïde is verbonden met een klein rechthoekig palatinebot en de langere ectopterygoïde, die er direct achter ligt. De palatine en ectopterygoïde bezaten zeer grote hoektanden, met twee op de palatine en zes op de ectopterygoïde. Zeer weinig van de hersenpan is goed bewaard gebleven, met uitzondering van de bladachtige parasphenoïde die zich naar voren uitstrekt langs de middenlijn van de schedel en de meeste pterygoïden van elkaar scheidt.
De onderkaak van Neopteroplax had typische embolomere kenmerken zoals twee grote meckeliaanse fenestra (gaten zichtbaar aan de binnenkant van de kaak), maar het heeft ook een paar unieke en diagnostische eigenschappen. Het was ongeveer 34,2 centimeter lang, hoog naar achteren en taps toelopend naar voren gebogen. Het achterste gedeelte van de kaak is echter niet zo hoog als bij de Europese embolomeren. Dit komt omdat het surangulare, dat het bovenste gedeelte van de kaak vormt achter de tandenrij, slechts licht bolvormig was langs de bovenrand, in plaats van sterk gewelfd met een uitgesproken kam. Het buitenoppervlak van de kaak heeft een uitgesproken lateraal lijnkanaal dat onduidelijker wordt naar het kaakgewricht toe. Net als de rest van de schedel is de tandconservering op de kaak te slecht om veel te kunnen zeggen over het gebit. Het is echter duidelijk dat de eerste van de coronoïden (een reeks botten naast en binnen de hoofdtandenrij) tandeloos was, in tegenstelling tot Eobaphetes en Eogyrinus, die dentikels op de eerste coronoïde hebben.